# Tolania fasciata
Tolania fasciata är en insektsart som beskrevs av Walker 1852. Tolania fasciata ingår i släktet Tolania och familjen hornstritar. Inga underarter finns listade i Catalogue of Life.